# Stenomicra angustata
Stenomicra angustata är en tvåvingeart som beskrevs av Daniel William Coquillett 1900. Stenomicra angustata ingår i släktet Stenomicra och familjen savflugor.
Artens utbredningsområde är Puerto Rico. Inga underarter finns listade i Catalogue of Life.